# Зелений дуб-2
«Зеле́ний дуб-2» — загальнозоологічний заказник місцевого значення в Україні. Розташований за 2 км на північний схід від села Кути Кременецького району, між селами Кутянка і Руська Гута, у кв. 12-31 Суразького лісництва Кременецького держлісгоспу, в межах лісового урочища «Зелений дуб-2».
Площа — 518 га. Створений відповідно до рішення виконкому Тернопільської обласної ради від 30 червня 1986 року, № 198. Перебуває у віданні ДЛГО «Тернопільліс». Рішенням Тернопільської обласної ради від 22 липня 1998 року, № 15, мисливські угіддя надані у користування Шумському державному мисливському господарству як постійно діюча ділянка з охорони, збереження та відтворення мисливської фауни.
Під охороною — численна мисливська фауна: заєць сірий, сарна європейська, лисиця руда і вивірка лісова, куниця лісова, борсук лісовий, свиня дика.
До складу території заказника «Зелений дуб-2» входить ботанічна пам'ятка природи місцевого значення «Діброва „Зелений дуб“».